# Kutná Hora

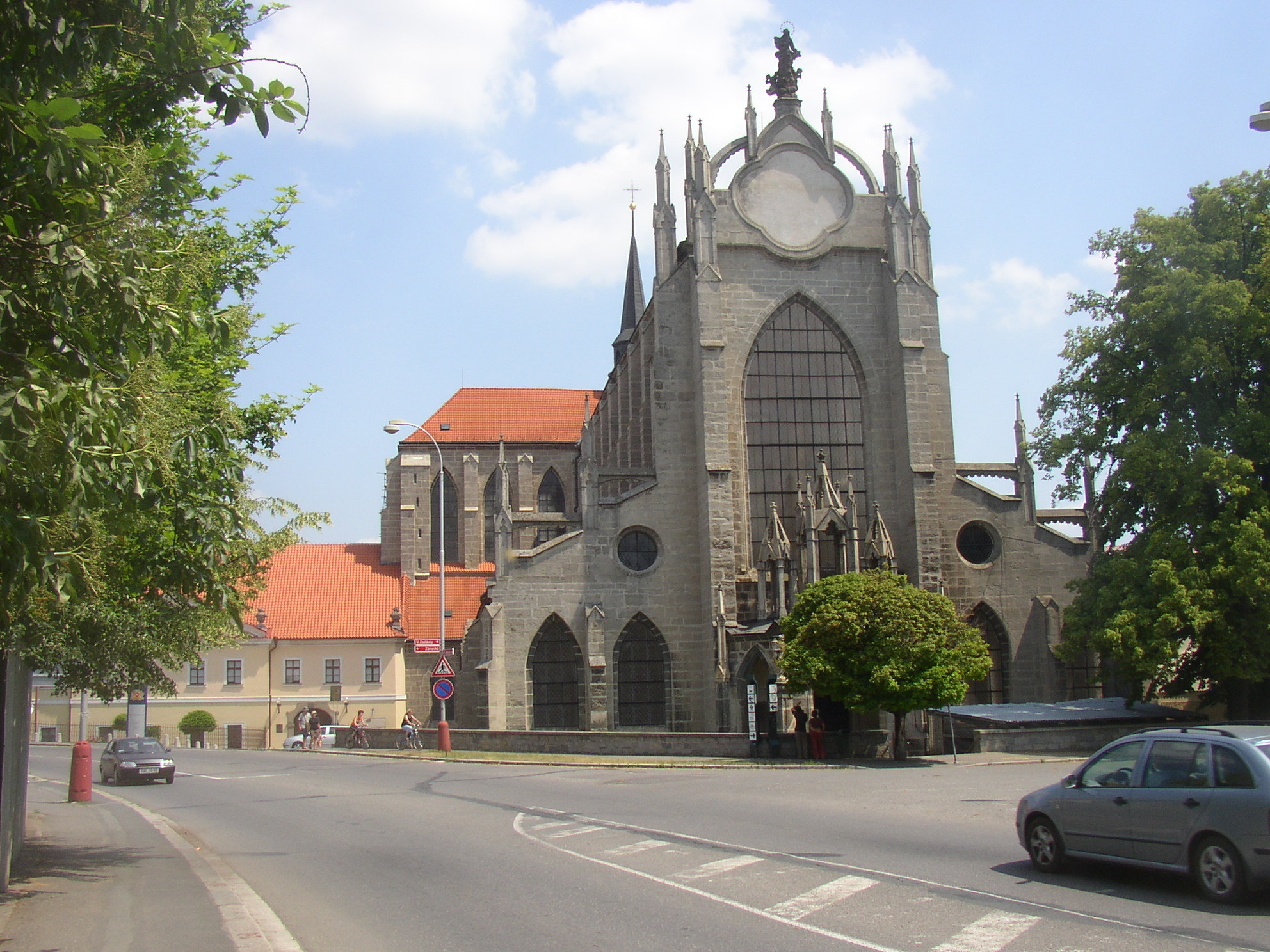
Kutná Hora - Biserica mănăstirii Sedlec

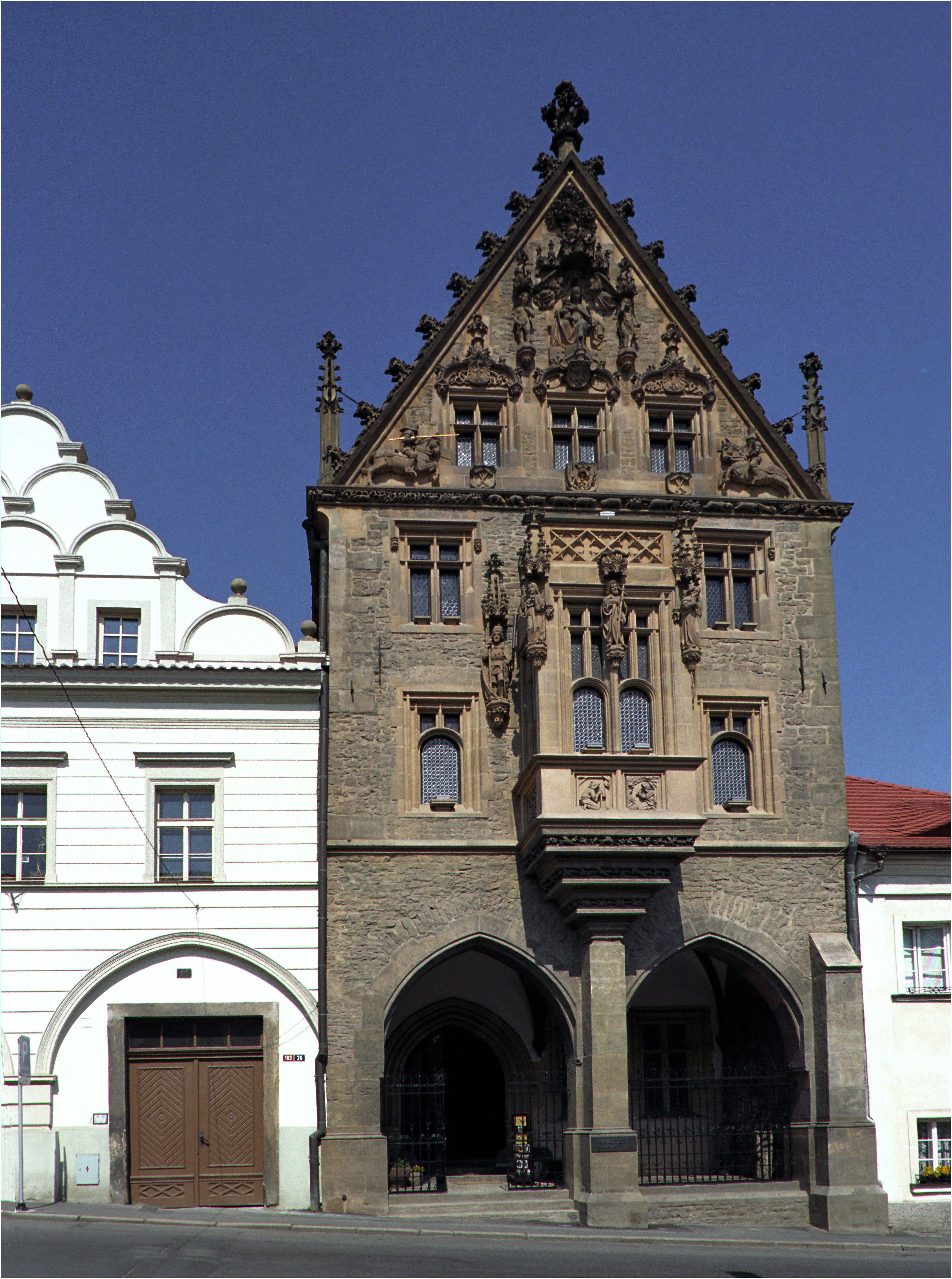
Kutná Hora – Imagine din centrul istoric vechi

Kutná Hora (în germană Kuttenberg) este un oraș din Republica Cehă.
Biserica mănăstirii Sedlec (situată la marginea orașului) (în germană Sedletz) și centrul istoric vechi sunt înscrise pe lista patrimoniului cultural mondial UNESCO.

## Personalități născute aici
- Mikuláš Dačický (1555 - 1626), poet;
- Josef Kajetán Tyl (1808 - 1856), scriitor, actor;
- Karel Domin (1882 - 1953), botanist;
- Vratislav Mazák (1937 - 1987), biolog;
- Radka Denemarková (n. 1968), scriitoare.